# Русское посольство Данилова в Кахетию (1586)
Русское посольство Данилова в Кахетию (1586 год) — дипломатическая и разведывательная миссия правительства Русского (Московского) государства в Кахетию к царю Александру II. Отправлена из Астрахани, вероятно, по приказу астраханского воеводы, князя Ф. М. Лобанова-Ростовского; главный исполнитель миссии — переводчик (старорусск. государев толмач) Русин Данилов. Следуя обратно из Кахетии, он сопроводил в Москву ответное посольство кахетинцев.
Сведения о посольстве крайне скупы, возможно, в период правления русского государя Фёдора I, это была первая миссия в Кахетинское царство. Посольство возобновляло возникшие ещё при Иване IV контакты с Закавказьем и положило начало оживлённым дипломатическим сношениям правительств Фёдора I, затем Бориса Годунова, с Грузинскими государствами.

## Регион и политическая ситуация
Миссия переводчика Р. Данилова в закавказскую Кахетию была одной из операций правительства Русского государства, осуществлённых в рамках экспансионистской политики на южных границах страны и, в частности, на Кавказе. В конце XVI века дестабилизационным фактором здесь была Ирано-турецкая война 1578—1590 годов за контроль территорий в Закавказье между Сефевидским Ираном (шахиншах Мохаммад I, затем Аббас I) и Османской Турцией (султан Мурад III). В этот период русское правительство осуществляло ряд мероприятий, направленных против Османской Турции и Крымского ханства (хан Ислям II Герай, затем Газы II Герай), например, поддерживало претензии на крымский престол антиосманской коалиции во главе с Саадет II Гераем и его братьями — Сафа Гераем и Мурад Гераем. Последний прибыл в 1586 году из Москвы в Астрахань c русскими воеводами — думным дворянином Р. М. Пивовым и М. И. Бурцевым, а также отрядом стрельцов и казаков (небольшие отряды волжских, украинских и терских казаков). Видимо, первоначальной целью приезда была организация похода на Крымское ханство с помощью военных сил Большой ногайской орды (бий Урус).
Кахетия до 1578 года — до возобновления Ирано-турецкой войны — находилась в подданстве у Сефевидского Ирана, однако после начала войны стала недостижима для шахиншаха Мохаммада I, так как теперь для него «Грузинская земля стала за хребтом у турских городов [то есть городов Азербайджана, завоёванных турецкой армией]». В связи с этими обстоятельствами кахетинский царь Александр II стал искать покровительства другого сильного союзника — Русского государства, фактически попадая таким образом под двойное подданство — Исфахана и Москвы. Основными причинами поиска нового союза Александром II была необходимость защиты Кахетии от агрессивных действий Османской Турции и Шамхальства. По мнению российского, советского историка и археографа М. А. Полиевктова (1932 год), «шамхальским» вопросом и ограничивалась вся кавказская политика Москвы в XVI веке.

## Предыстория
Прибывшим с Мурад Гераем из Москвы в Астрахань воеводам Р. М. Пивову и М. И. Бурцеву русским правительством дано определённое предписание-инструкция (старорусск. наказ), которое они передали астраханскому воеводе Ф. М. Лобанову-Ростовскому и совместно с ним должны были выполнять. В архивных документах это предписание не сохранилось и судить о его содержании современные исследователи могут только по отрывочным сведениям. Согласно советскому кавказоведу Е. Н. Кушевой (1963 год), проанализировавшей различные документы (в основном Посольского приказа), «большое дело», о котором шла речь в предписании, — это поход оппозиционных крымских аристократов на Крым. Однако Е. Н. Кушева полагает, что, несмотря на обещания Москвы, данные Мурад Гераю, фактически этот поход не был первоочередным делом для русских властей, а наиболее важными считались несколько иные задачи. Также в предписании сообщалось о неких мероприятиях — «о кизылбашской, и о грузинской ссылке» — не идентифицированных на сегодняшний день действиях русских властей. По мнению Е. Н. Кушевой, возможно, что вопрос «о грузинской ссылке» мог быть связан с поездкой Р. Данилова в Кахетию, организованной в Астрахани в том же году.

## Общие сведения о миссии
Сведения о дате отбытия и прибытия миссии Р. Данилова отсутствуют. Существует отписка на государево имя от астраханского воеводы Ф. М. Лобанова-Ростовского «с товарищи да дьяком Исаком Чуриным» от 23 сентября (3 октября) 1586 (7095) года, о возвращении Р. Данилова в Астрахань — «приехал в Астрахань из Грузинской земли [здесь Кахетии], от Александра князя государев толмач». О маршруте передвижения Р. Данилова также ничего не известно, но вероятно, что до Терека — до земель терских атаманов, он добирался по Каспийскому морю. Дальнейший путь Р. Данилова, прежде чем достичь закавказской Кахетии, мог проходить только по территориям Северного Кавказа — либо через гребенских казаков и некоторые полузависимые от Русского государства кабардинские и вайнахские владения, либо через земли Шамхальства.

### Цели
О целях данной экспедиции Ф. М. Лобанов-Ростовский сообщал, что Р. Данилов «послан был из Астрахани проведывать дороги в Грузинскую землю и земли Грузинские — какова земля», также вероятно, что Р. Данилову поручено встретиться с правителем Кахетии — Александром II. В 1586 году государь приказывал астраханским воеводам «писать от себя в Шевкалы [Шамхальство], и в Грузии [Грузинские государства], и в Кизылбаши [Сефевидский Иран], чтоб торговые люди с товарами ездили в Астрахань, приезд и отъезд и торг в Астрахани поволен». В связи с этими данными российский историк и археограф С. А. Белокуров (1889 год) предполагал ещё одну причину отправки миссии Р. Данилова — завязать торговые отношения с Кахетией. По мнению исследователя эта попытка привела к активным дипломатическим сношениям и закончилась подданством Кахетии Русскому государству (с 1587/1588 годов).

### Обратный путь
В обратный путь из Кахетии вместе с Р. Даниловым Александр II отправил к русскому государю своё посольство в количестве 8 человек — «священника Иоакима, да старца Кирилла, да черкашенина Хуршита; а с ними людей их 5 человек». Вероятно, что достигнув Терека, послы отправились по Каспийскому морю в Астрахань. Здесь Р. Данилов по приказу Ф. М. Лобанова-Ростовского продолжил сопровождать кахетинское посольство далее — в Москву, вместе с астраханским приставом Семейко Васильевичем Слузовым. Обычным маршрутом из Астрахани в Москву был водный — по Волге, Оке и Москве-реке. Скорее всего они им и воспользовались, так как организованного сухопутного транспорта между Астраханью и Москвой ещё не было. В Москве, вместе с Р. Даниловым и С. М. Слузовым, приставом кахетинских послов был Фёдор Баламутов.